# 卡佐维勒孔塔勒
卡佐维勒孔塔勒（法語：Cazaux-Villecomtal，法語發音：[kazo vilkɔ̃tal]）是法国热尔省的一个市镇，属于米朗德区。

## 地理
卡佐维勒孔塔勒（43°27'12"N, 0°10'25"E）面积4.13 平方千米，位于法国奧克西塔尼大區热尔省，该省份为法国西南部内陆省份，北起顺时针与洛特-加龙省、塔恩-加龙省、上加龙省、上比利牛斯省、大西洋比利牛斯省和朗德省接壤。
与卡佐维勒孔塔勒接壤的市镇（或旧市镇、城区）包括：比宗、贝卡、布卢松-塞里扬、马拉巴、桑布埃斯。
卡佐维勒孔塔勒的时区为UTC+01:00、UTC+02:00（夏令时）。

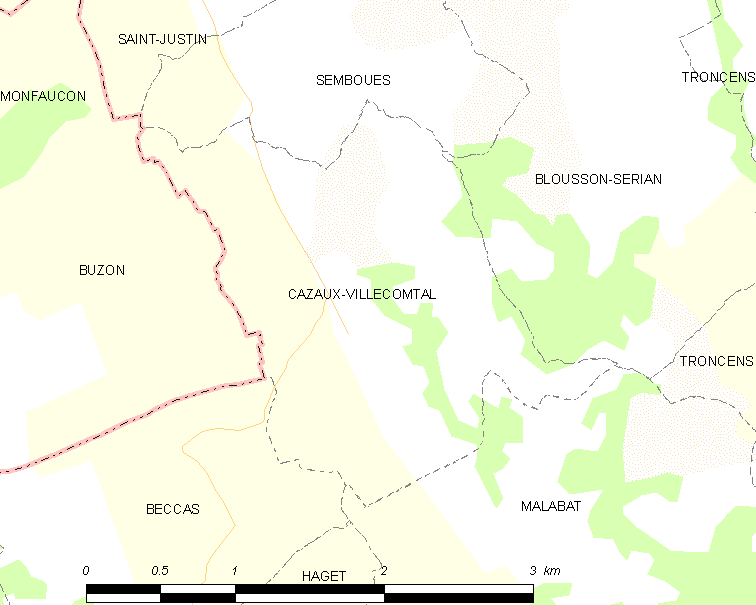
卡佐维勒孔塔勒的OSM定位图

## 行政
卡佐维勒孔塔勒的邮政编码为32230，INSEE市镇编码为32099。

## 政治
卡佐维勒孔塔勒所属的省级选区为帕尔迪亚克-下河县。

## 人口

1962-2008年间卡佐维勒孔塔勒人口变化图示

卡佐维勒孔塔勒于2022年1月1日时的人口数量为72人。